# Małkinia Górna (gmina)
Małkinia Górna (daw. gmina Orło + gmina Prostyń) – gmina wiejska w Polsce w województwie mazowieckim, w powiecie ostrowskim. W latach 1975–1998 gmina administracyjnie należała do województwa ostrołęckiego.
Siedziba gminy to Małkinia Górna.
Według danych z 30 czerwca 2004 gminę zamieszkiwało 12 296 osób.

## Struktura powierzchni
Według danych z roku 2002 gmina Małkinia Górna ma obszar 134,08 km², w tym:
- użytki rolne: 60%
- użytki leśne: 29%

Gmina stanowi 10,95% powierzchni powiatu.

## Demografia

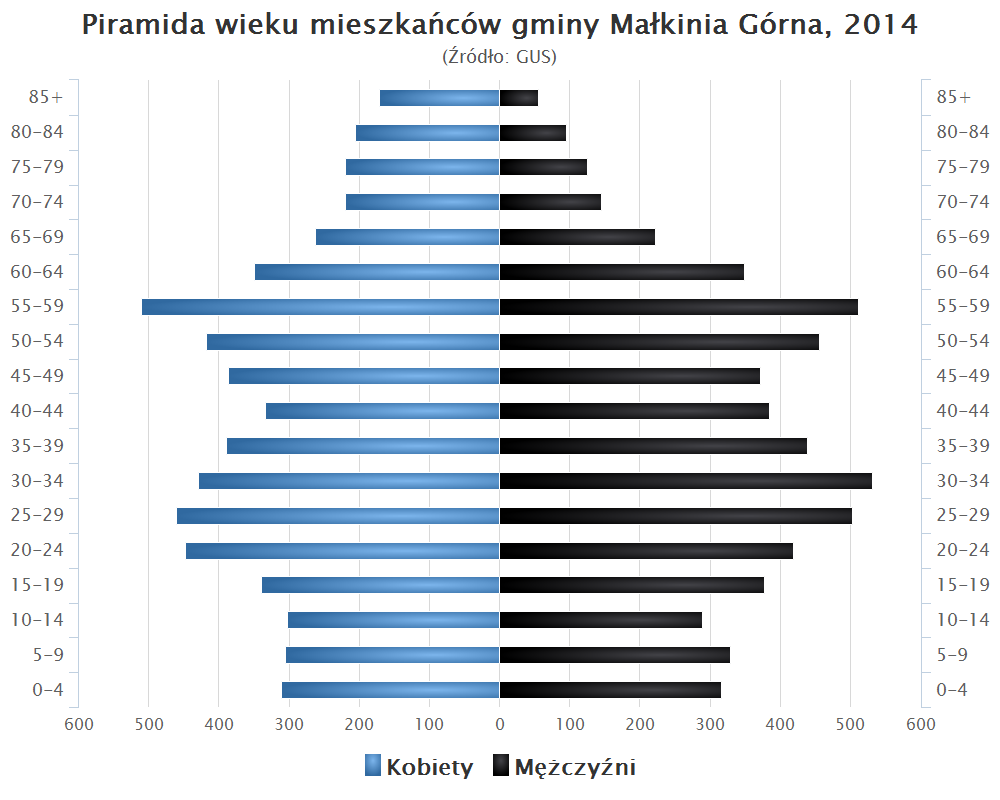
Piramida wieku mieszkańców gminy Małkinia Górna w 2014 roku

Dane z 30 czerwca 2004:
| Opis                              | Ogółem | Ogółem | Kobiety | Kobiety | Mężczyźni | Mężczyźni |
| --------------------------------- | ------ | ------ | ------- | ------- | --------- | --------- |
| jednostka                         | osób   | %      | osób    | %       | osób      | %         |
| populacja                         | 12 296 | 100    | 6263    | 50,9    | 6033      | 49,1      |
| gęstość zaludnienia (mieszk./km²) | 91,7   | 91,7   | 46,7    | 46,7    | 45        | 45        |

## Sołectwa
Błędnica, Borowe, Daniłowo, Daniłowo-Parcele, Daniłówka Pierwsza, Glina, Grądy, Kańkowo, Kiełczew, Klukowo, Małkinia Dolna, Małkinia Górna (sołectwa: Małkinia Górna I, Małkinia Górna II, Małkinia Górna III Małkinia Górna IV, Małkinia Górna V), Niegowiec, Orło, Podgórze-Gazdy, Poniatowo, Prostyń, Rostki-Piotrowice, Rostki Wielkie, Sumiężne, Treblinka, Zawisty Nadbużne, Zawisty Podleśne, Żachy-Pawły.
Pozostałe miejscowości podstawowe:
Biel, Błędnica-Leśniczówka, Boreczek, Daniłówka Druga, Glina (osada leśna), Malinówka (SIMC 0514383), Malinówka (SIMC 0514390), Orło (osada leśna), Zawisty Dzikie, Żachy-Pawły (osada leśna).

## Sąsiednie gminy
Brok, Ceranów, Kosów Lacki, Ostrów Mazowiecka (gmina miejska), Ostrów Mazowiecka (gmina wiejska), Sadowne, Zaręby Kościelne